# Cyclosa simplicicauda
Cyclosa simplicicauda är en spindelart som beskrevs av Simon 1900. Cyclosa simplicicauda ingår i släktet Cyclosa och familjen hjulspindlar. Utöver nominatformen finns också underarten C. s. rufescens.